# Тинко Симов
Тинко Симов e български революционер, анархист по убеждения.

## Биография
Роден е през 1887 г. в с. Българене, Ловешко. Получава начално образование в родното си село. Учи в Общинската гимназия (Ловеч). През 1905 г. е изключен за участие в марксисткия кръжок. Продължава образованието си в гимназията в Габрово.
Отказва да участва в Първата и Втората Балканска война, за което е хвърлен в затвора. Успява да избяга оттам и се включва в агитацията на левите сили против участието на България в Първата световна война. Отново е хвърлен в затвора. Смята се, че през този период се оформя като анархист.
След войната е освободен и започва работа в Горна Оряховица. Участва в Транспортната стачка (1919). След края на стачката се връща в родното си село, където работи на различни нископлатени длъжности. По време на Деветоюнския преврат (1923) се намира в Плевен. Арестуван е и е интерниран в родното си село. Преживява няколко опита за убийство.
След атентата в църквата „Света Неделя“ (1925) преминава в нелегалност. Влиза във връзка с Васил Попов – Героя, с когото сформира антиправителствена чета от анархисти и комунисти. Действията ѝ са в околностите на Троян. На 23 ноември 1925 г. четата убива верния на деветоюнския режим и виден участник в априлските събития околийски началник Николай Тифчев (Кърджи Осман).
През 1926 г. четата прави няколко неуспешни опита да освободи свои помагачи, арестувани от режима. През 1927 г., с цел да набави средства за продължаване на дейността си, четата прави опит да обере „Земеделска банка“ в Троян. В завързалата се престрелка с полицията Васил Попов е тежко ранен и се самоубива, за да не попадне в плен. Тинко Симов успява да избяга.
През 1928 г. застава начело на малобройна чета от анархисти и комунисти. Притисната от полицейски преследвания, тя се изтегля в Югославия. В следващите няколко години пътува из Европа, като търси връзка с анархистични организации от други държави.
През 1934 г. се завръща в България и прави опит да възобнови нелегалната дейност, но без особен успех. Укрива се известно време в село Ломец, Троянско. През 1935 г. скривалището му е обкръжено от полиция, но макар и тежко ранен успява да избяга. Завръща се в родното си село, където се укрива в плевнята на свой роднина. След предателство за пореден път е обкръжен от полиция и след престрелка се самоубива, за да не бъде пленен.